# Leucophyllum ambiguum
Leucophyllum ambiguum là một loài thực vật có hoa trong họ Huyền sâm. Loài này được Bonpl. mô tả khoa học đầu tiên năm 1809.